# Керимли, Таир Заидага оглы
Таир Заидага оглы Керимли (азерб. Tahir Zayıdağa oğlu Kərimli; род. 5 марта 1956 года, Ахсу, Азербайджанская ССР) — государственный и политический деятель. Депутат Милли Меджлиса Азербайджанской Республики V и VI созывов, заместитель председателя комитета по правам человека, член комитета по правовой политике и государственному строительству Милли Меджлиса.

## Биография
Родился Таир Керимли 5 марта 1956 году в Ахсу, ныне административный центр Ахсуйского района Азербайджана. В 1973 году завершил обучение в средней школе № 1 города Ахсу, в 1983 году окончил юридический факультет Азербайджанского государственного университета и специальные курсы.
Свою трудовую деятельность начинал слесарем, затем работал заведующим хозяйством, юрисконсультом, секретарем судебного заседания, заместителем судьи, народным судьей Исмаиллинского района. С  1992 по 1993 года работал в должности председателя Верховного Суда Азербайджанской Республики. С 1990 по 1993 годы являлся депутатом ХДС Исмаиллинского района, с 1990 по 1995 годы депутатом Верховного Совета Азербайджана.
В 1992 году по представлению Президента Азербайджанской Республики Милли Меджлис Азербайджана присвоил ему звание судьи высшей степени.
С 1998 года является председателем партии партии «Вахдат» («Единство»), один из авторов Второй программы и Устава АНР, программы и Устава партии «Единство».
В 2015 году был избран депутатом Милли меджлиса Азербайджана V созыва.
На выборах в Национальное собрание Азербайджана VI созыва, которые прошли в 9 февраля 2020 года, баллотировался по  Агсу-Исмаиллинскому избирательному округу № 87. По итогам выборов одержал победу и получил мандат депутата Милли Меджлиса Азербайджанской Республики. С 10 марта 2020 года приступил к депутатским обязанностям. Является заместителем председателя комитета по правам человека, а также членом комитета по правовой политике и государственному строительству.
Женат, имеет четверых детей.